# Silvretta Gletscherpfad
Als Silvretta Gletscherpfad (Markierungszeichen) oder Silvretta Gletscherlehrpfad (Beschreibungen) wird die Schweizer Wanderroute 787 (eine von 290 lokalen Routen) im Schweizer Kanton Graubünden bezeichnet.
Der Wanderweg startet in Sardasca (1644 m ü. M.) östlich oberhalb von Klosters und führt zunächst zur Silvrettahütte (2341 m ü. M.). Hier startet der eigentliche Gletscherlehrpfad als Rundweg, der zur Hütte zurück und auf dem Anstiegsweg wieder ins Tal hinab führt.
In Gletschernähe erreicht man den höchsten Punkt (2561 m ü. M.), wo man nicht mehr weit von der Rote Furka (Landesgrenze zum österreichischen Vorarlberg) entfernt ist und ins Klostertal hinabsteigen könnte.
Der Gesamtweg ist elf Kilometer lang, wobei man 1100 Höhenmeter auf- und abzusteigen hat. Es wird eine Wanderzeit von fünf Stunden und zehn Minuten angegeben. Für den Gletscherrundweg, welcher vier Kilometer lang und mit 15 Informationstafeln ausgestattet ist, wird eine Gehzeit von 1½ Stunden genannt.

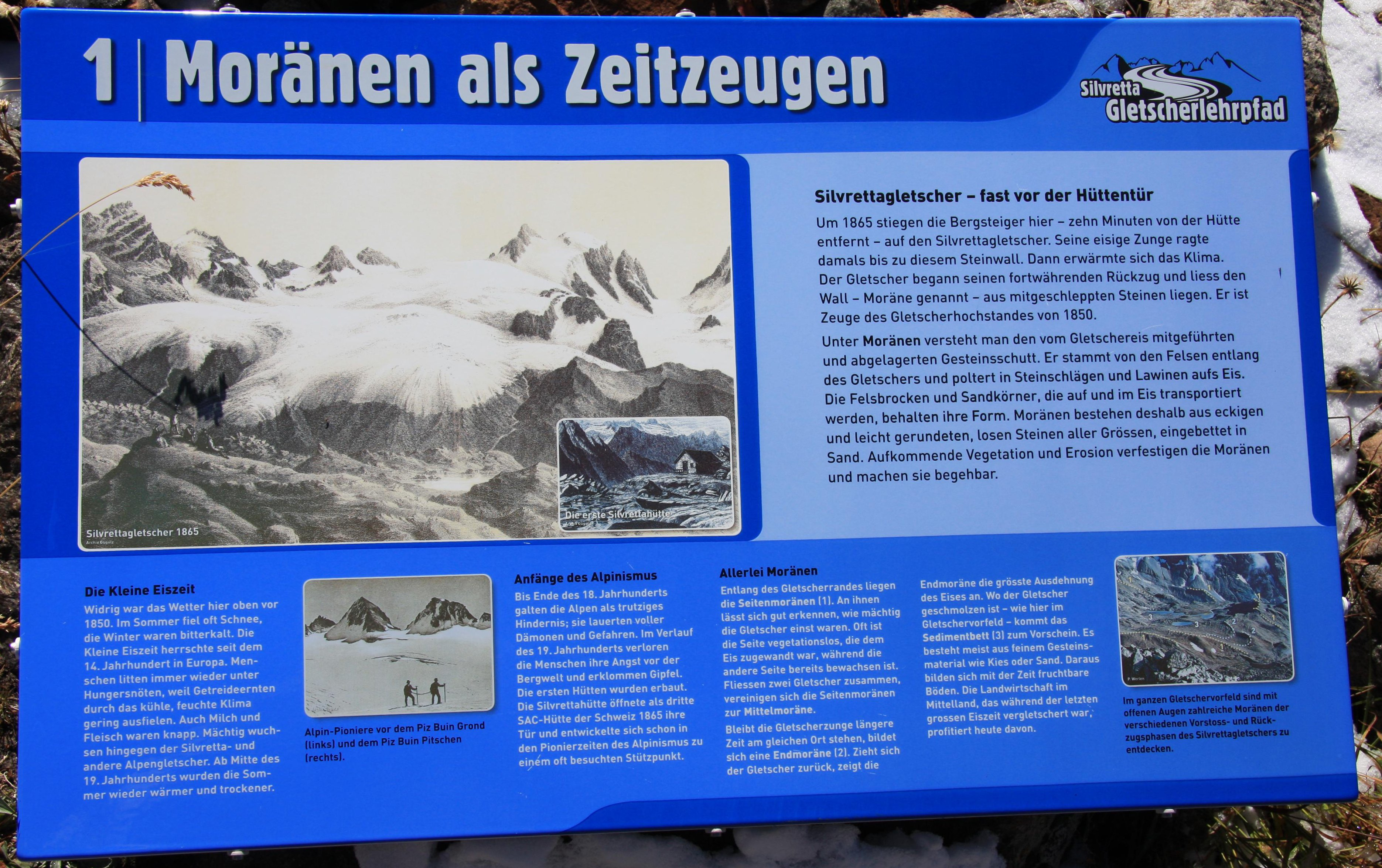
Tafel 1 des Gletscherrundwegs.
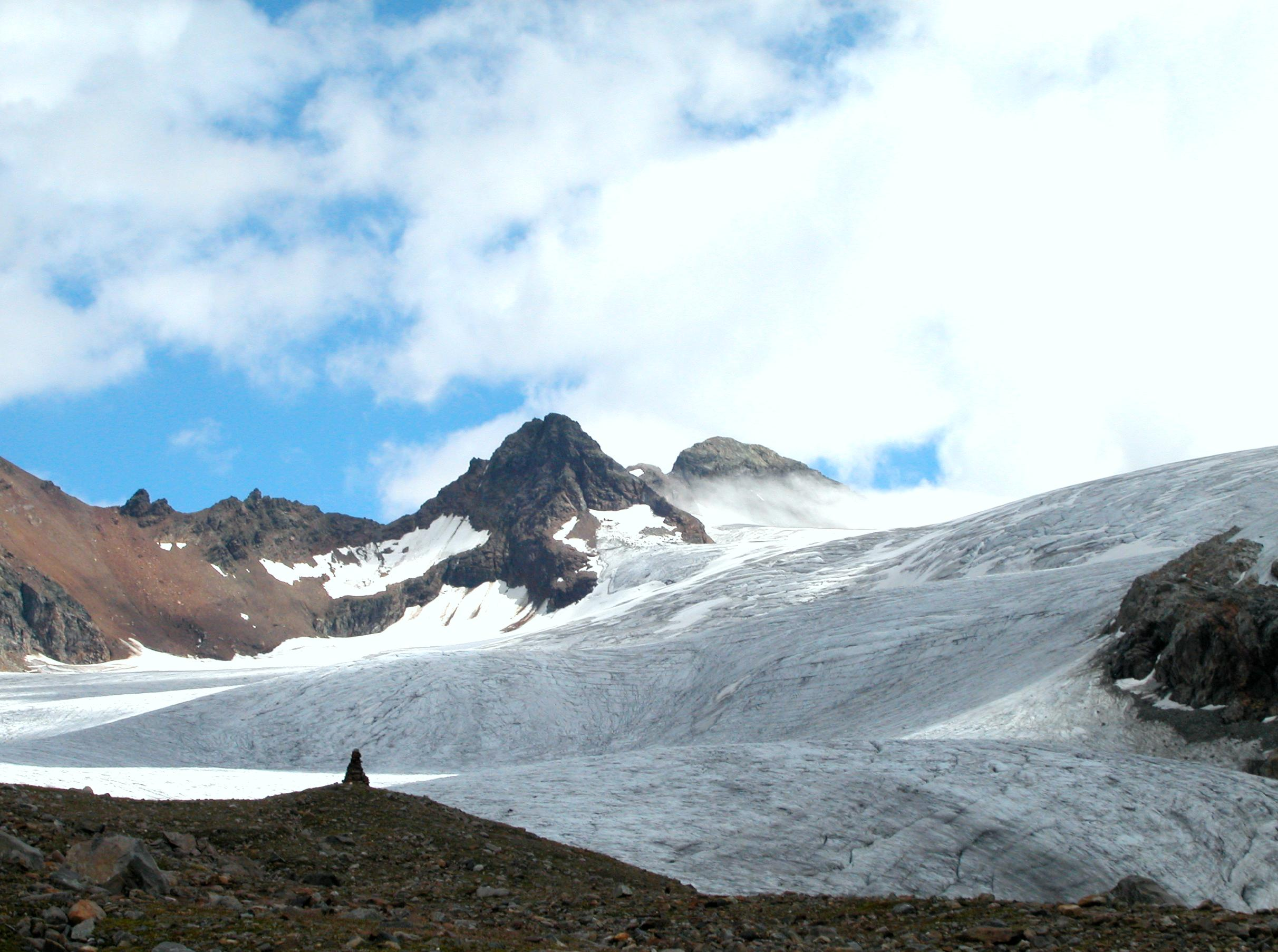
Silvrettagletscher von Westen oberhalb der Silvrettahütte.
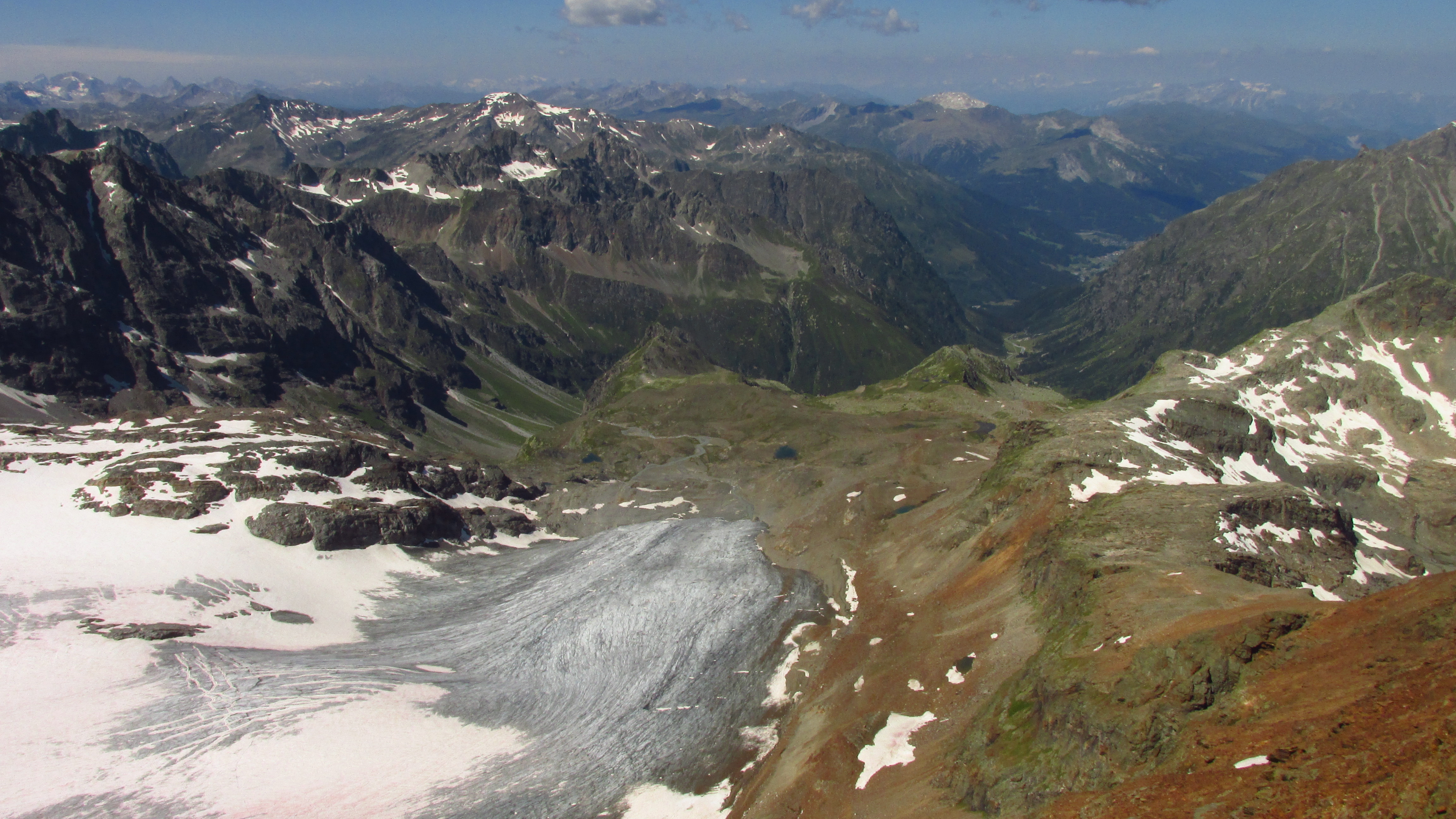
Zunge des Silvrettagletschers, über dem See in der Mitte die Silvrettahütte, links oben das Pischahorn.

Beim Abstieg vom nördlichsten Punkt zur Hütte gibt es einen Abzweig (2434 m ü. M.), von dem man durch das Galtürtelli zum Startpunkt zurückkehren kann, was den Weg nach Sardasca um 900 Meter verkürzt (in der Karte orange).
Bis Monbiel (sieben Kilometer westlich und 330 Höhenmeter unter dem Startpunkt) kann man mit einem Bus von Klosters oder dem eigenen PKW gelangen, bis zur Alp Sardasca sich mit dem Bustaxi (Gotschnataxi ab Bahnhof Klosters) fahren lassen.

## Nachweise
1. ↑  Alle lokalen Routen bei SchweizMobil.
2. ↑  Lage & Höhen gemäß «geo.admin.ch».
3. ↑  Fahrplan & Kosten gemäß «gotschnataxi.ch».